# Монгірі
Монгірі (груз. მონგირი) — село в Грузії.
За даними перепису населення 2014 року в селі проживає 838 осіб.